# بما أنهم صنعونا (فلم)
بما أنهم صنعونا (بالإنجليزية: As They Made Us) فيلم درامي أمريكي لعام 2022  من تأليف وإخراج وإنتاج مايم بياليك في أول إخراج لها. الفيلم من بطولة النجوم ديانا أغرون، سيمون هيلبيرج، كانديس بيرغن، وداستن هوفمان. تدور الأحداث حول أبيجيل واللحظات الأخيرة التي قضتها هي وعائلتها مع والدها المحتضر. صدر الفيلم إلى دور العرض الأمريكية وعلى منصات «فيديو عند الطلب» في 4 أبريل 2022، وقد تلقى مراجعات إيجابية من النقاد.
منح موقع قاعدة بيانات الأفلام على الإنترنت (IMDB) الفيلم درجة 10/ 5.7.

## طاقم التمثيل
ديانا أغرون: في دور أبيجيل
سيمون هيلبرج: في دور ناثان (شقيق أبيجيل)
كانديس بيرغن: في دور باربرا (والدة أبيجيل)
داستن هوفمان: في دور يوجين (والد أبيجيل)
جاستن تشو كاري: في دور جاي (منسق الحدائق)
تشارلي ويبر: في دور بيتر (زوج أبيجيل السابق)
جوليان جانت: في دور جاريك
ميم بياليك: في دور الدكتورة هانا فايس
سويتا كسواني: في دور الدكتور باتيل (طبيب أعصاب يوجين)
جون وولمان: في دور الدكتور اشكنازي
جيريمي كوتشارك: في دور شون
أوليفر باتنود: في دور ناثان (في صغره)
أناستازيا فيرونيكا لي: في دور أبيجيل (في صغرها)
ميشال بيرنبوم: في دور كارين
جابي فاي: في دور طالبة جامعية
جو يانغ: في دور مارج
ويسلي هولواي: في دور ديفيس
هاريسون فوكس: في دور فين

## أحداث الفيلم
تعيش أبيجيل (ديانا أغرون)، وهي المطلقة وأم لطفلين، غارقة في مشاكل أسرتها المكونة من الأم: باربرا (كانديس بيرغن) المسنة ذات المتطلبات والأوامر المستمرة، والأب: يوجين (داستن هوفمان) المسن الذي يعاني من أمراض الشيخوخة، والشقيق ناثان (سيمون هيلبرج) الذي هجر بيت الأسرة لخلافاته الدائمة مع الأب والأم، ويسعى للعيش مع صديقته كارين (ميشال بيرنبوم). تصبح العلاقة بين أبيجيل وزوجها السابق بيتر (تشارلي ويبر) محورها الصغار وتربيتهم فقط، وتجد أبيجيل عواطفها موجهة للشاب الأسمر جاي (جاستن تشو كاري) وهو منسق الحدائق الذي تتجه مشاعره أيضا إلى أبيجيل.
بعد تدهور حالة الأب يوجين وإيداعه بيت للمسنين يقرر الأطباء أنه يعيش الستة شهور الأخيرة من عمره، ويعترف لزوجته باربرا بحبه لها قبل موته. تقام جنازة يوجين ولا يحضرها الابن ناثان مما يغضب أبيجيل. تتطور علاقة أبيجيل وجاي عاطفياً، وتنتهي أحداث الفيلم بعودة العلاقات الأسرية بين ناثان وأبيجيل.

## إنتاج وإصدار الفيلم
أعلن في سبتمبر 2019، أن الممثلة مايم بياليك ستقدم كتابتها وإخراجها لأول مرة مع الفيلم الدرامي «مريض كما صنعونا»، وفي نوفمبر 2019، أُعلن أن داستن هوفمان، وكانديس بيرغن، وسيمون هيلبيرج، وأوليفيا ثيرلبي سيمثلون البطولة. قالت المخرجة بياليك، في مقابلة أجريت في ديسمبر 2020، إنه سيتم تصوير الفيلم بعد جائحة كوفيد 19، وفي أبريل 2021، أفيد أن ديانا أغرون قد حلت محل أوليفيا ثيرلبي بسبب اضطراب الجدول الزمني الناجم عن وباء كوفيد. انضم جاستن تشو كاري، وتشارلي ويبر في يونيو 2021، إلى فريق التمثيل حيث بدأ التصوير في نيو جيرسي.
استحوذت شركة ويفير للتوزيع في فبراير 2022، على حقوق توزيع الفيلم وقامت باصداره إلى دور العرض والفيديو عند الطلب في 8 أبريل 2022.

## استقبال الفيلم
منح موقع الطماطم الفاسدة الفيلم تقييماً مقداره 88% بناءاً على تقييم 17 ناقداً سينمائياً، كما منح موقع ميتاكريتيك الفيلم تقييماً مقداره 61% بناءاً على تقييم 8 ناقداً سينمائياً.
كتب ريتشارد روبر في صحيفة شيكاغو صن تايمز في 11 أبريل 2022: «يرن الحوار، في الفيلم، أصيلًا والأداء قويًا عالميًا، ولكن هناك جو قاسٍ في الإجراءات، وينتهي بنا الأمر إلى التفكير في أن أبيجيل كانت ستصبح أفضل حالًا لو أنها أيضًا غادرت المنزل في اللحظة التي كان ذلك ممكنًا»، ومنح الكاتب الفيلم درجة 4/2.
كتبت كريستي ليمير على موقع روجر إيبرت.كوم في 8 أبريل 2022: «من الواضح أن الفيلم يمثل جهدًا شخصيًا لأول مرة لبياليك، لكنها تظهر ثقة كافية خلف الكاميرا لتجعلك تشعر بالفضول بشأن أي قصص أخرى يجب أن ترويها»، ومنحت الكاتبة الفيلم درجة 4/ 2.5.

## روابط خارجية
- بما أنهم صنعونا على موقع IMDb (الإنجليزية)
- بما أنهم صنعونا على موقع روتن توميتوز (الإنجليزية)
- بما أنهم صنعونا على موقع فيلمافينيتي (الإسبانية)
- بما أنهم صنعونا على موقع قاعدة بيانات الفيلم (الإنجليزية)
- بما أنهم صنعونا على موقع ليتربوكسد (الإنجليزية)
- بما أنهم صنعونا على موقع كينوبويسك (الروسية)

ttps://www.metacritic.com/movie/as-they-made-us بما أنهم صنعونا (فيلم)
https://www.blu-ray.com/As-They-Made-Us/1558168/ بما أنهم صنعونا (فيلم)
https://www.rottentomatoes.com/m/as_they_made_us بما أنهم صنعونا (فيلم)